# Encore (альбом Tangerine Dream)
Encore — второй концертный альбом немецкой группы электронной музыки Tangerine Dream. Материал альбома составлен из записей нескольких концертов во время очень успешного турне группы по США в 1977 году.
Это последний альбом Tangerine Dream, в записи которого принимал участие Петер Бауман. После окончания тура Бауман навсегда покинул группу.

## Характеристика
Encore — один из лучших концертных альбомов Tangerine Dream. Как и большинство концертных альбомов группы, он содержит только оригинальный материал. Каждая из четырёх композиций состоит из отдельных частей — таким образом создаётся впечатление, что слушаешь четыре электронные симфонии.
Первый трек, «Cherokee Lane», после органного вступления переходит в гипнотическую секвенсорно-меллотронную импровизацию. Второй трек, «Monolight», начинается с фортепианной импровизации, за которой следует мелодичный пассаж, положенный на маршеобразный ритм, затем — переход к более типичному для Tangerine Dream синтезаторному материалу с импровизациями на темы с предыдущих альбомов Stratosfear и Sorcerer, и в конце — снова фортепианная импровизация. Третий трек, «Coldwater Canyon», погружается в секвенсорную импровизацию с рубленым ритмом, расцвеченную продолжительным гитарным соло Фрёзе. В отличие от первых трёх треков, четвёртый, «Desert Dream», представляет собой коллаж из более старого и атмосферического материала, включая неиспользованные фрагменты предыдущих студийных работ, а также фрагменты саундтрека к пьесе «Oedipus Tyrannus», записанного группой в августе 1974 года.
В целом музыка находится в широком диапазоне от гула до фортепианных соло и ударных экспериментальных структур с отзвуками прогрессивного и авангардного рока. Во всём альбоме доминирует уникальное звучание Tangerine Dream, имеющее при этом некоторые черты сходства с Genesis, Pink Floyd и другими группами арт-рока того времени.

## Признание
В британском чарте альбомов Encore добрался до 55-го места и продержался там одну неделю.

## Список композиций
Вся музыка написана Эдгаром Фрёзе, Кристофером Франке и Петером Бауманом.
| №  | Название        | Длительность |
| -- | --------------- | ------------ |
| 1. | «Cherokee Lane» | 16:19        |

| №  | Название    | Длительность |
| -- | ----------- | ------------ |
| 1. | «Monolight» | 19:54        |

| №  | Название           | Длительность |
| -- | ------------------ | ------------ |
| 1. | «Coldwater Canyon» | 18:06        |

| №  | Название       | Длительность |
| -- | -------------- | ------------ |
| 1. | «Desert Dream» | 17:30        |

## Состав музыкантов
- Петер Бауман — секвенсоры, электронное фортепиано, вокодер, меллотрон, синтезаторы
- Кристофер Франке — секвенсоры, синтезаторы, электронная перкуссия
- Эдгар Фрёзе — гитара, синтезатор, меллотрон, фортепиано, секвенсор

## Позиции в хит-парадах
Еженедельные чарты:
| Хит-парад (1977)                 | Высшая позиция | Пребывание в чарте |
| -------------------------------- | -------------- | ------------------ |
| Великобритания (UK Albums Chart) | 55             | 1 неделя           |
| США (Billboard Top LP’s & Tape)  | 178            | 2 недели           |